# Волфе, Давид Мёллер
Дави́д Мёллер Во́лфе (англ. David Møller Wolfe; род. 23 апреля 2002, Берген) — норвежский футболист, защитник английского клуба «Вулверхэмптон Уондерерс» и сборной Норвегии.

## Карьера

### Клубная
Давид — воспитанник клуба «Берген Норд». В 2019 году перебрался в «Бранн», где выступал за юношескую команду. В 2020 году был арендован клубом первого норвежского дивизиона — «Осане» — сроком на один сезон. 13 июля 2020 года дебютировал за него в поединке третьего тура против «Ранхейма». 28 октября 2020 года забил свой первый мяч в профессиональном футболе, поразив ворота «Гроруда». Всего в дебютном сезоне провёл 28 матчей, забил 1 мяч, был игроком стартового состава.
Перед сезоном 2021 года вернулся в «Бранн». Подписал с клубом контракт сроком на три года. 9 мая 2021 года дебютировал в чемпионате Норвегии в поединке против «Викинга», выйдя в стартовом составе и будучи заменённым на 82-й минуте.
22 мая 2023 года Вольфе подписал пятилетний контракт с нидерландским клубом АЗ.Дебютировал в Эредивизи 13 августа в матче против «Гоу Эхед Иглз».
2 августа 2025 года перешёл в английский клуб «Вулверхэмптон Уондерерс», подписав пятилетний контракт до середины 2030 года.

### Сборная
Вольфе принимал участие в составе национальных сборных Норвегии в различных возрастных категориях, включая команды до 17, до 18, до 20 лет и до 21 года.
В ноябре 2023 года Вольфе впервые был вызван в сборную Норвегии главным тренером Столе Сольбаккеным. Дебютировал за сборную 16 ноября в товарищеском матче против сборной Фарерских островов.

## Достижения
Согласно:
«Бранн»
- ОБОС-лига: 2022
- Кубок Норвегии: 2022/23

## Статистика

### Выступления за клубы
| Выступление      | Выступление      | Выступление      | Лига | Лига | Кубок | Кубок | Еврокубки | Еврокубки | Прочие | Прочие | Итого | Итого |
| Клуб             | Лига             | Сезон            | Игры | Голы | Игры  | Голы  | Игры      | Голы      | Игры   | Голы   | Игры  | Голы  |
| ---------------- | ---------------- | ---------------- | ---- | ---- | ----- | ----- | --------- | --------- | ------ | ------ | ----- | ----- |
| → Осане          | ОБОС-лига        | 2020             | 28   | 1    | —     | —     | —         | —         | —      | —      | 28    | 1     |
| → Осане          | Итого            | Итого            | 28   | 1    | —     | —     | —         | —         | —      | —      | 28    | 1     |
| Бранн            | Элитсерия        | 2021             | 20   | 1    | —     | —     | —         | —         | —      | —      | 20    | 1     |
| Бранн            | ОБОС-лига        | 2022             | 25   | 0    | 2     | 0     | —         | —         | —      | —      | 27    | 0     |
| Бранн            | Элитсерия        | 2023             | 11   | 0    | 6     | 1     | —         | —         | —      | —      | 17    | 1     |
| Бранн            | Итого            | Итого            | 56   | 1    | 8     | 1     | —         | —         | —      | —      | 64    | 2     |
| АЗ               | Эредивизи        | 2023/24          | 34   | 1    | 1     | 0     | 10        | 0         | —      | —      | 45    | 1     |
| АЗ               | Эредивизи        | 2024/25          | 31   | 2    | 4     | 0     | 10        | 1         | 2      | 0      | 47    | 3     |
| АЗ               | Итого            | Итого            | 65   | 3    | 5     | 0     | 20        | 1         | 2      | 0      | 92    | 4     |
| Всего за карьеру | Всего за карьеру | Всего за карьеру | 149  | 5    | 13    | 1     | 20        | 1         | 2      | 0      | 184   | 7     |

### Матчи Вольфе за сборную Норвегии
| Матчи Вольфе за сборную Норвегии | Матчи Вольфе за сборную Норвегии | Матчи Вольфе за сборную Норвегии | Матчи Вольфе за сборную Норвегии | Матчи Вольфе за сборную Норвегии | Матчи Вольфе за сборную Норвегии |
| -------------------------------- | -------------------------------- | -------------------------------- | -------------------------------- | -------------------------------- | -------------------------------- |
| №                                | Дата                             | Соперник                         | Счёт                             | Голы Вольфе                      | Соревнование                     |
| 1                                | 16 ноября 2023                   | Фарерские острова                | 2:0                              | —                                | Товарищеский матч                |
| 2                                | 26 марта 2024                    | Словакия                         | 1:1                              | —                                | Товарищеский матч                |

Итого: 2 матча / 0 голов; 1 победа, 1 ничья, 0 поражений.